# La Léchère
La Léchère es una comuna nueva francesa situada en el departamento de Saboya, de la región de Auvernia-Ródano-Alpes.

## Historia
Fue creada en 1972 con la unión de las comunas de Celliers, Doucy, Naves, Notre-Dame-de-Briançon, Petit-Coeur y Pussy.
El 1 de enero de 2019 pasó a ser una comuna nueva al absorber las comunas de Bonneval y Feissons-sur-Isère.

## Demografía
Según los datos aportados en la resolución del prefecto de Saboya, la comuna nueva se crea con 2556 habitantes.

## Composición
| Comuna fusionada       | Código INSEE | Población (2016) | Superficie (km²) | Densidad (hab./km²) |
| ---------------------- | ------------ | ---------------- | ---------------- | ------------------- |
| Bonneval               | 73046        | 108              | 19.58            | 5.5                 |
| Celliers               | 73060        | 39               | 31.98            | 1.2                 |
| Doucy                  | 73102        | 369              | 6.78             | 54                  |
| Feissons-sur-Isère     | 73112        | 570              | 12.1             | 47                  |
| Naves                  | 73185        | 108              | 32.69            | 3.3                 |
| Notre-Dame-de-Briançon | 73187        | 463              | 5.29             | 88                  |
| Petit-Coeur            | 73199        | 561              | 2.97             | 189                 |
| Pussy                  | 73209        | 325              | 17.53            | 19                  |